# Thomas(ine) Hall
Thomas Hall, nacido como Thomasine Hall, fue una persona intersexual inglesa y sirviente en la Virginia colonial, cuyo uso de atuendos femeninos y, en una investigación posterior, una relación con una criada provocaron una controversia pública en 1629. Hall fue sometido a una inspección física y el caso llegó al Tribunal de Primera Instancia de Jamestown, que dictaminó que Hall era "tanto hombre como mujer y debía vestir ropa masculina como femenina simultáneamente".
El nombre de pila de Hall generalmente se escribe como "Thomas(ine)" o "Thomas/ine" en la literatura académica sobre el caso.

## Primeros años de vida
Según su propio relato, nació y fue bautizado como Thomasine Hall en la Iglesia de Todos los Santos, en Newcastle upon Tyne, Inglaterra. Hall fue criado como mujer y realizaba trabajos tradicionales femeninos, como costura. A la edad de doce años, fue enviado a Londres para vivir con una tía, y vivió allí durante diez años donde observó la popularidad entre la aristocracia de la moda mixta masculina y femenina. Estas tendencias pueden haber influido en que rompiera con las normas sociales.
Cuando era un joven adulto, a principios de la década de 1620, decidió adoptar un peinado masculino y «se puso a la moda de un hombre» para seguir los pasos de su hermano en el servicio militar exclusivamente masculino. Luego sirvió en el ejército en Inglaterra y Francia.Posteriormente regresó a Plymouth y se ganó la vida durante un tiempo haciendo encajes de hueso y otros trabajos de costura, volviendo al estilo de vida de Thomasine.

## Restablecimiento
Alrededor de 1627, volvió a vestirse de hombre, abandonó Inglaterra y se instaló en Jamestown como sirviente contratado. En busca de una oportunidad laboral diferente, se mudó al pequeño asentamiento de Warrosquyoacke, Virginia, un pueblo de probablemente menos de 200 personas (durante la década de 1620), fundado en el sitio de un antiguo pueblo indígena a lo largo del río James y hogar de dos plantaciones de tabaco. Los plantadores de tabaco que necesitaban trabajadores preferían contratar hombres.
A principios de 1628, parece haber sido arrestado bajo el cargo de recibir bienes robados,  aunque hay una ligera duda sobre si se trata del mismo Thomas Hall. En esa época vivía con John y Jane Tyos y afirmó que Hall y los Tyoses habían animado a un vecino a cometer un robo y venderles los bienes robados. La propiedad fue encontrada en la casa de los Tyoses.

## Controversia local
Hall no fue estricto a la hora de presentarse consistentemente como hombre en este nuevo entorno. Ocasionalmente usaba ropa de mujer, lo que confundía a los vecinos, amos y capitanes de las plantaciones. Cuando se le preguntó sobre el uso de ropa femenina, respondió: «Voy con ropa de mujer para conseguir un bocado para mi gato». No está claro qué quiso decir con esto; los estudiosos han sugerido que se vistió de mujer para seducir a mujeres o para tener sexo con hombres. A veces, incluso cuando se presentaba como Thomasine, se rumoreaba que mantenía relaciones sexuales con mujeres.[cita requerida]
Se difundió la historia de que tuvo relaciones sexuales con la criada apodada «Great Besse», que trabajaba para el ex gobernador de Virginia, Richard Bennett. El sexo biológico de Hall era, por tanto, una cuestión de responsabilidad penal; como hombre, Hall podría ser procesado por conducta sexual inapropiada con una sirviente. Hall acusó a una mujer llamada Alice Long de difundir el rumor, pero Long dijo que la historia se originó con un sirviente de los Tyos, los empleadores anteriores de Hall.
Los residentes de Warrosquyoacke afirmaron que los cambios de vestimenta de Hall y sus relaciones sexuales con miembros de ambos sexos estaban causando desorden.[cita requerida] A falta de un tribunal local o una iglesia para determinar el sexo biológico, la autoridad de la distinción recaía en los laicos, más específicamente en las mujeres casadas del pueblo, que afirmaban tener experiencia en la interpretación del cuerpo femenino. Tres mujeres: Alice Long, Dorothy Rodes y Barbara Hall – decidieron examinar la anatomía de Hall. Más de una vez, entraron a la casa de Hall mientras éste dormía y observaron sus genitales. Decidieron que Hall carecía de un "conjunto legible de genitales femeninos" y persuadieron al dueño de la plantación de Hall, John Atkins, para que confirmara su determinación. Atkins había afirmado previamente que Hall era mujer pero, después de inspeccionar a Hall mientras dormía, estuvo de acuerdo en que Hall era hombre, habiendo visto "un pequeño trozo de carne que sobresalía del cuerpo [de Hall]". Hall aparentemente también afirmó tener anatomía femenina, descrita como "un pedazo de agujero", pero Atkins, Long, Rodes y Barbara Hall dijo que no pudieron encontrar evidencia de esto.
Atkins ordenó a Hall que usara exclusivamente ropa masculina e instó al plantador de tabaco más destacado del pueblo, el capitán Nathanial Bass, a castigar a Hall por "abuso". Bass confrontó a Hall y le preguntó sin rodeos si Hall era hombre o mujer. Hall afirmó ser ambas cosas, "aunque tenía lo que parecía ser un pene pequeño". Hall dijo que era sólo una pulgada (2,5 cm) de largo y no era funcional. Durante el período colonial moderno temprano, se consideró que la incompetencia masculina era suficiente para determinar el sexo femenino, y Bass decidió que Hall no era propiamente un hombre. Esto significaba que Hall no podía ser procesado por depravar a Besse.

## El Tribunal de Apelaciones
Los aldeanos decidieron llevar el caso al Tribunal de Apelaciones de Jamestown, tal como lo hicieron los cristianos en Europa en situaciones similares. Como lo describe Reis, una "solución consistente con las leyes basadas en las escrituras tal como las interpretan los comentarios talmúdicos y en consonancia con las costumbres europeas modernas tempranas" era hacer que un individuo "eligiera" entre "hombre" o "mujer" como su género.
El caso de Hall llegó al Tribunal de Cuartel el 8 de abril de 1629. El gobernador John Pott presidió y el tribunal escuchó a varios testigos, así como a Hall. A diferencia de casos europeos similares, el tribunal dictaminó que Hall tenía un sexo de "doble naturaleza", o lo que la sociedad moderna clasifica como intersexual: "es un hombre y una mujer". Antes de la época de Hall, cualquier individuo que un tribunal determinara como "hombre y mujer" estaba obligado a adoptar una identidad masculina o femenina permanente, basándose en sus genitales predominantes. Debido a la intensa ambigüedad del cuerpo y el estilo de vida de Hall, el tribunal no pudo determinar si era más masculino o femenino y le exigió que se vistieran con ropa que simbolizara esta confusión. Hall se vio obligado a "ir vestido con ropa de hombre, con sólo la cabeza cubierta con un pañuelo y un crucifijo y un delantal delante de él". Aunque quitarle a Hall la autonomía respecto de su apariencia fue ciertamente un castigo, parece que la comunidad estaba más enfocada en evitar que Hall tuviera relaciones sexuales con personas que estaban confundidas por su ambigüedad. La principal preocupación del tribunal en ese momento parece haber sido la posibilidad de relaciones sexuales entre personas del mismo sexo, a pesar de la confusión en torno a cuál podría ser realmente el sexo de Hall.
No se sabe nada más sobre la vida de Hall ni sobre durante cuánto tiempo se aplicó la regla de vestimenta dual.

## Significado
Kathleen M. Brown afirma que, en el período moderno temprano, los teóricos médicos y los científicos trabajaron bajo un marco que postulaba que los sexos eran potencialmente mutables; las mujeres no eran un sexo separado sino "una variante imperfecta de los hombres". Creían que los órganos masculinos estaban escondidos dentro de las mujeres porque no tenían suficiente calor para desarrollar genitales externos.  Creían que la actividad física intensa o incluso el "comportamiento varonil" podían provocar que los testículos salieran del interior de la vagina, lo que se explicaba como "evidencia de la tendencia infalible de la Naturaleza hacia un estado de mayor perfección". Esto dejó la tarea de definir los sexos a otras instituciones sociales, que se basaban en la "representación" del género a través de vestimenta, nombres, ocupaciones y relaciones sexuales consistentes.  Hall, desafiando estas prácticas al usar la ropa y los nombres de ambos, ha sido citado como un ejemplo temprano de "un individuo no conforme con su género en la América colonial". 
Sin embargo, el derecho consuetudinario temprano, en consonancia con el derecho canónico, sostenía que el sexo de un individuo intersexual (antes denominado "hermafrodita") dependía del sexo predominante. El Decretum Gratiani del siglo XII establece que "El que un hermafrodita pueda ser testigo de un testamento depende de qué sexo prevalezca", mientras que De Legibus et Consuetudinibus Angliae ("Sobre las leyes y costumbres de Inglaterra") de Henry de Bracton, c. 1235,  establece que "Un hermafrodita se clasifica como masculino o femenino según el predominio de los órganos sexuales".
Reis afirma que la solución novedosa exigida por el tribunal era una forma deliberada de castigo injusto, "no para respaldar la incertidumbre, sino para impedir futuros actos de engaño, marcar al infractor y advertir a los demás contra una abominación similar. Hall, que era bisexual, encarnaba una categoría de sexo considerada inadmisible en ese momento". Afirma que convertir a Hall en un espectáculo público habría sido devastador y limitador de la personalidad de Hall, y este acto radical contradice no solo los relatos jurídicos anteriores, sino también las respuestas médicas y jurídicas posteriores al estado de ser intersexual (antes llamado "hermafroditismo").